# Stormningen av Ribnitz
Stormningen av Ribnitz var en strid under trettioåriga kriget. Striden stod mellan svenska och tysk-romerska styrkor den 27 september 1630 vid Ribnitz.

## Bakgrund
I september 1630 planerade Gustav II Adolf, som en del av sina inledande operationer i trettioåriga kriget, att inta Rostock och Wismar. Han inskeppade således sina trupper för att över Östersjön föra dit dem. Till följd av motvind, köld och nederbörd insjuknade stora delar av styrkan och offensiven fick avbrytas. Kungen beslutade istället att marschera landvägen och inta passet vid Ribnitz, för att sedan kunna utföra vidare operation västerut.
Den 23 september marscherade det svenska manskapet till orten Barth, från vilken Gustav II Adolf utgick dagen efter med en 600 man stark styrka om 300 ryttare och 300 musketörer för att rekognosera området kring Ribnitz. Han slog läger i Damgarten, vilket finns placerat på motsatt sida från Ribnitz med ån Recknitz emellan. Ett vakttorn i staden besatt av 10 soldater tvingades ge sig efter att kungen underminerade det.
Den 25:e anlände Johan Banér med resterande delar av hären. Mellan den 25:e och den 26:e lät kungen tillverka två broar över Recknitz då han inte kunde genomföra annat i avsaknad av sitt artilleri.

## Stormningen
Klockan två på natten den 27 september marscherade åtta kompanier kavalleri och 1000 musketörer över ena bron och anlände om morgonen framför Ribnitz. Det fientliga kavalleriet om 200 man mötte svenskarna, men fick fly mot staden, och ryckte sedan mot Rostock. Det 150 man starka manskapet i Ribnitz kunde en kort stund försvara sin position, men efter att svenskarna förstört stadsporten med petarder stormades staden och de fick då kapitulera. Det som nu kvarstod av försvaret var en redutt med 80 musketörer, vilka inte gav sig lika lätt. När det svenska artilleriet anlände mot kvällen och sköt mot ställningen tvingades de dock att under elden marschera fram utan vapen till svenskarna och kapitulera.

## Följder
Efter segern fick de svenska soldaterna vila en längre tid i Ribnitz och arbetade med att sätta skansarna i ordentligt skick för försvar. Några dagar senare stormades även en skans vid Wüstrow.